# Gäddtjärnen (Siljansnäs socken, Dalarna)
Gäddtjärnen är en sjö i Leksands kommun i Dalarna och ingår i Dalälvens huvudavrinningsområde. Sjön har en area på 0,0838 kvadratkilometer och ligger 282,4 meter över havet. Sjön avvattnas av vattendraget Limån.

## Delavrinningsområde
Gäddtjärnen ingår i det delavrinningsområde (673071-143733) som SMHI kallar för Inloppet i Lång. Medelhöjden är 317 meter över havet och ytan är 2,75 kvadratkilometer. Det finns inga avrinningsområden uppströms utan avrinningsområdet är högsta punkten. Limån som avvattnar avrinningsområdet har biflödesordning 2, vilket innebär att vattnet flödar genom totalt 2 vattendrag innan det når havet efter 318 kilometer. Avrinningsområdet består mestadels av skog (72 procent) och sankmarker (12 procent). Avrinningsområdet har 0,08 kvadratkilometer vattenytor vilket ger det en sjöprocent på 3 procent.